# Feldberg (Alemania)
Feldberg es un municipio en el distrito de Brisgovia-Alta Selva Negra en Baden-Wurtemberg, Alemania.

## Geografía
El municipio de Feldberg (eslogan publicitario: "Das Höchste im Schwarzwald" = en español: lo más alto en la Selva Negra) se halla a 1277 m de altitud (donde está el Feldberger Hof) es el más alto de Alemania. Se encuentra en la altura del paso del monte Feldberg (1231 m) entre los valles de los ríos Wiese en el sur y Gutach en el norte, inmediatamente debajo de la cumbre del Feldberg, el monte más alto de Baden-Wurtemberg. El barrio más grande del municipio Feldberg es Altglashütten (ca. 990 m) donde se encuentran el Ayuntamiento y otras instituciones importantes. Feldberg está ubicado en medio del Parque natural de la Selva Negra Meridional.
|               |
| Altglashütten |

|              |
| Ayuntamiento |

|                              |
| Estación de tren de Bärental |